# Abel Rodríguez
Abel Rodríguez (* ca. 1944 in der Region Cahuinarí, Amazonasbecken; † 9. April 2025 in Bogotá) war ein kolumbianischer Zeichner.

## Leben und Werk
Abel Rodríguez (indigener Name: Mogaje Guihu) war Ältester der indigenen Gemeinschaft (der Nonuya) aus dem Río Cahuinari im kolumbianischen Amazonas. Aufgrund seines umfangreichen Wissens über die einheimischen Pflanzen der Region führte er die Botaniker von Tropenbos International (die sich für die Untersuchung und den Schutz des tropischen Regenwalds einsetzen) durch den Dschungel. In den 1970er Jahren ließ Rodriguez sich am Stadtrand von Bogotá nieder, nachdem er durch die Besetzung durch die FARC-EP-Guerilla und die Ausbeutung natürlicher Ressourcen aus dem tropischen Regenwald vertrieben wurde.
Aus dem Gedächtnis und auf Basis mündlich tradierten Wissens gezeichnet, stellte Rodriguez den Regenwald im Wandel der Jahreszeiten dar. Die Zeichnungen tragen den Titel: Ciclo anual del bosque de la vega/jahreszeitlicher Wandel im Schwemmwald (2009/10). Árbol de la vida y de la abundancia/Baum des Lebens und der Fülle erzählt von der Erschaffung des Dschungels. In seinen detaillierten Bildern vermittelte er seine Kenntnisse über die Flora und Fauna der Region, in der die Nonuya gelebt haben. Abel Rodriguez Zeichnungen wurden 2017 auf der Documenta 14 gezeigt.
Abel Rodríguez starb im April 2025 in Bogotá. Wie alt er wurde, ist unklar, da es unterschiedliche Angaben zu seinem Geburtsjahr gibt.